# كشكاة
الكشكاة أو القاشة هي نوع من حبوب الحنطة السوداء التي تؤكل في الموصل شمال العراق وفي أوروبا الشرقية. الأكلة شائعة بين اليهود في العالم. تختلف تماماً عن طبق الكشك الشائع في مصر.